# José Sótero Valero Ruz
José Sótero Valero Ruz (ur. 22 kwietnia 1936 w Timotes, zm. 29 czerwca 2012) – wenezuelski duchowny katolicki, biskup diecezji Guanare w latach 2001-2011.

## Życiorys
Święcenia kapłańskie przyjął 16 maja 1964 w Kongregacji Jezusa i Maryi. Był m.in. prefektem w seminarium w Caracas oraz dyrektorem domu powołaniowego zgromadzenia w La Pastora.
W 1972 opuścił zgromadzenie eudystów i został inkardynowany do archidiecezji Valencia en Venezuela. Pełnił w niej funkcje m.in. kapelana wojskowego okręgu Anzoátegui, asystenta duchownego Legionu Maryi oraz wikariusza generalnego archidiecezji.

### Episkopat
9 maja 1998 został mianowany przez papieża Jana Pawła II biskupem pomocniczym archidiecezji Valencia en Venezuela ze stolicą tytularną Alba. Sakry biskupiej udzielił mu 27 czerwca tegoż roku ówczesny ordynariusz tejże archidiecezji, abp Jorge Liberato Urosa Savino.
19 marca 2001 papież przeniósł go na urząd biskupa diecezjalnego Guanare.
12 października 2011 przeszedł na emeryturę.